# Settimo cielo (opera teatrale)
Settimo cielo (titolo originale in lingua inglese: Cloud 9) è un'opera teatrale della drammaturga britannica Caryl Churchill, andata in scena in prima assoluta a Totnes nel 1979. La commedia drammatica si sviluppa in due atti: il primo è ambientato in una colonia britannica in Africa durante il periodo vittoriano, mentre la scena del secondo è un parco londinese nel 1979; i personaggi dei due atti sono gli stessi ed il tempo trascorso tra la prima e la seconda parte, di circa un secolo cronologicamente, per loro è come se fossero passati solo venticinque anni. Il primo atto è una critica parodica della società vittoriana e del colonialismo, mentre il secondo si interroga su cosa sarebbe successo se l'ideologia vittoriana non fosse stata così rigida. L'uso di turpiloquio, sessualità scabrose e pratiche criticate come il blackface vengono usate dalla Churchill per evidenziare il parallelismo tra l'oppressione sessuale e qualla coloniale, auspicando con uno stile carnevalesco l'accettazione del diverso senza ricorrere alla violenza e alla dominazione.

## Trama
Primo atto
Clive, un amministratore coloniale britannico, vive con la famiglia, la governante e il servo nell'Africa coloniale, in un periodo di incertezze e tumulti politici. I nativi si stanno ribellando e per paura di una ribellione la vedova Saunders si rifugia dalla famiglia del protagonista. Subito dopo arriva anche un esploratore, Harry Bagley, in cerca di ospitalità. Clive cerca di sedurre Mrs Saunders, mentre sua moglie Betty è intrigata da Harry, che intanto fa sesso con Joshua, il servo nero, e il giovanissimo Edward, il figlioletto dei padroni di casa. La governante Ellen, segretamente lesbica, viene costretta a sposare Harry da Clive, che ha scoperto la sessualità dell'ospite. Mentre le celebrazioni nuziali sono al culmine, Clive si alza per proporre un brindisi. Dietro di lui Joshua avanza brandendo una pistola puntata alla sua testa, Edward lo vede ma non avverte il padre.
Secondo atto
Londra, 1979. Betty ha lasciato Clive e la figlia Victoria è sposata con il prepotente Martin, mentre Edward è dichiaratamente gay e impegnato in una relazione con Gerry. Victoria, sconfortante, comincia una relazione sessuale con Lin, una donna. Gerry lascia Edward e l'uomo scopre di essere bisessuale e va a vivere con la sorella e Lin. I tre si ubriacono ed evocano una dea, un rito che riporta sulle scene i personaggi del primo atto. La trama dell'atto comincia a sgretolarsi e quando le fila vengono riprese alla fine si scopre che Victoria, Lin ed Edward ora sono felicemente uniti in una relazione poliamorosa e tutti e tre hanno la custodia di Tommy, il figlio di Martin e Victoria. Gerry ed Edward sono nuovamente in rapporti amichevoli e finalmente Edward presenta l'"amico" alla madre, che scopre quindi la sessualità del figlio.

## Personaggi
Primo atto
- Clive, amministratore coloniale nell'Africa vittoriana.
- Betty, sua moglie; interpretata da un uomo.
- Edward, loro figlio; interpretato da un'attrice.
- Victoria, loro figlia; interpretata da un burattino.
- Joshua, servitore di colore; interpretato da un attore bianco.
- Maud, madre di Betty.
- Ellen, governante.
- Harry Bagley, esploratore.
- Mrs Saunders, vedova; interpretato dall'attrice che interpreta Ellen.

Secondo atto
- Betty, ora interpretata dall'attrice che interpretava Edward.
- Edward, ora interpretato dall'attore che interpretava Betty.
- Victoria, ora interpretato dall'attrice che interpretava Maud.
- Martin, marito di Victoria; interpretato dall'attore che interpretava Harry.
- Lin, ragazza madre lesbica; interpretata dall'attrice che interpretava Ellen/Mrs. Saunders.
- Cathy, figlia di cinque anni di Lin; interpretata dall'attore che interpretava Clive.
- Gerry, compagno di Edward; interpretato dall'attore che interpretava Joshua.

## Commento
Per la sua opera, Caryl Churchill ricorre al casting di persone di sesso, razza ed età diversi da quelli che dovrebbero essere: la piccola Cathy viene interpretata da un uomo di mezz'età, Edward viene interpretato da una donna nel primo atto e da un uomo nel secondo, il ruolo dell'africano Joshua è affidato a un attore bianco. Questo tipo di casting viene usato per destabilizzare lo spettatore ed infrangere le sue aspettative, ma rivela anche gli stati d'animo e gli interessi del personaggio. La Churchill ha spiegato che Betty è interpretata da un uomo "perché vuole essere come gli uomini vogliono che lei sia [...] Betty non ha una considerazione di sé in quanto donna". Il professor Michael Patterson ha ribadito il concetto, sostenendo che Betty è interpretata da un uomo per evidenziare il fatto che la femminilità è un costrutto sociale imposto dagli uomini. James Harding ha descritto l'uso del cross-dressing in maniere più cinica, sostenendo che quando Betty ed Edward vengono interpretate da attori del genere opposto le relazioni che portano in scena sono di fatto eterosessuali ed eteronormative. Allo stesso modo, Joshua è interpretato da un attore bianco truccato in maniera blackface per evidenziare la duplice natura e complessità del personaggio: nato in Africa è cresciuto con valori britannici e coloniali, ma sempre trattato con un disprezzo che gli ha fatto coltivare un senso di inferiorità e rancore per i padroni bianchi. Lo stesso Joshua non riesce ad identificarsi né con i coloni né con i colonizzati, rifiutando un'appartenenza tribale ma senza venire accettato dai bianchi. Il secondo atto è caratterizzato da una scansione del tempo meno strutturata e rigida, che la Churchill ha attribuito ha una minore presenza maschile a favore di un ruolo di maggior rilievo ricoperto da donne ed omosessuali. Lo stile brechtiano della drammaturga spinge lo spettatore a interrogarsi sul modo in cui il testo critica e destruttura le istituzioni che il pubblico dà per scontato. Di nuovo, l'utilizzo del casting transrazziale, transgenerazionale e del cross-dressing viene usato per suggerire un parallelismo tra la morale sessuale vittoriana ed il colonialismo, sia in Africa che (soprattutto nel secondo atto) in Irlanda.

## Allestimenti e messe in scena
La commedia debuttò il 14 febbraio 1979 al Dartington College of Arts di Totnes, nel Devon, per poi trasferirsi al Royal Court Theatre di Londra nel marzo dello stesso anno. Max Stafford Clark curava la regia ed il cast comprendeva: Antony Sher (Clive/Kathy), Jim Hooper (Betty/Edward), Julie Covington (Edward/Betty), Carole Hayman (Ellen/Lin), William Hoyland (Harry/Martin), Tony Rohr (Joshua/Gerry) e Miriam Margolyes (Maud/Victoria). Settimo cielo si rivelò un enorme successo di critica e pubblico al suo debutto newyorchese al Lucille Lortel Theatre dell'Off-Broadway, con la regia del coreografo Tommy Tune. I personaggi interpretati da ciascuno degli attori cambiarono leggermente rispetto all'ordine originale inglese e il nuovo cast comprendeva: Don Amendolia (Joshua/Cathy), Veronica Castang (Maud/Lin), Željko Ivanek (Betty/Gerry), Jeffrey Jones (Clive/Edward), E. Katherine Kerr (Ellen/Mrs Saunders), Nicolas Survoy (Harry/Bagley) e Concetta Tomei (Edward/Victoria). La produzione debuttò il 18 maggio 1981 e rimase in cartellone per 971 repliche fino al 4 settembre 1983. La produzione vinse due Drama Desk Award (miglior regia a Tommy Tune e miglior attore non protagonista ad Ivanek) e tre Obie Award, tra cui quello alla migliore opera teatrale nel 1982.
Nella stagione teatrale 1996-1997 Tom Cairns ha diretto un nuovo revival londinese per l'Old Vic, con un cast che annoverava Dominic West e Tim McInnerny. Il giornale conservatore e di centro-destra The Daily Telegraph criticò aspramente l'inclusione dell'opera della Churchill nel programma del teatro, che annoverava Il gabbiano e Re Lear quella stagione, definendo il lavoro della drammaturga misandrico e poco arguto. Thea Sharrock ha curato la regia della terza produzione londinese, andata in scena all'Almeida Theatre dal 25 ottobre all'8 dicembre 2007, ma anche in questa occasione il revival ottenne recensioni tiepide. Trentanove anni dopo il suo debutto, Settimo cielo è andato in scena in prima nazionale al Teatro India di Roma dal 14 al 25 febbraio; Riccardo Duranti curò la traduzione del testo, mentre Giorgina Pi si occupava della regia e delle scene.